# Liste des seigneurs puis comtes de Mayo
Le titre de comte de Mayo est créé dans la pairie d'Irlande en 1785 pour John Bourke (1705-1790). La seigneurie de Mayo appartient à une branche de la famille de Bourg dès le début du XIIIe siècle. Après s'être installée en Irlande à la fin du XIIe siècle, la famille gaélise rapidement son nom en « Bourke ».

## Origine
La seigneurie de Mayo, située dans l'actuel comté de Mayo est un démembrement de la seigneurie de Connaught constituée par la famille de Bourg au début du XIIIe siècle après la conquête du royaume de Connaught et la spoliation des O'Connor.
Après le meurtre en 1333 de Guillaume le Brun, 4e seigneur de Connaugt et comte d'Ulster, deux membres d'une branche cadette issue de Guillaume le Jeune, le dernier fils de Richard le Grand, contestent les droits sur le Connaught de la jeune héritière légitime Élisabeth de Bourg (1332-1363). Ils s'appuient sur les lois gaéliques de transmission des patrimoines en ligne masculine afin d'éviter que le Connaught ne passe à une autre famille. En effet, Élisabeth, élevée à la cour d'Angleterre, est promise à Lionel d'Anvers, fils cadet de Édouard III d'Angleterre.
En 1338, aux termes d'une guerre civile de cinq ans, Edmond et son frère Ulick Burke parviennent à s'imposer face à leurs cousins de la branche aînée et se partagent les domaines de la famille de Bourg dans le Connaught. Edmund devient ainsi le premier seigneur de Mayo en 1340, après avoir obtenu le pardon du roi d'Angleterre pour s'être rebellé il établit une dynastie au nom gaélique de Mac William Íochtar c'est-à-dire: « Mac William du Haut/Nord » ou de Mayo.
Son descendant, Theobald Bourke, 23e seigneur de Mayo reçoit le titre de vicomte de Mayo le 21 juin 1627. À la suite de l'extinction de la branche aînée à la mort du 8e vicomte de Mayo en 1781, la branche cadette descendante de Walter Bourke († 1440) obtient une nouvelle érection de la terre de Mayo en vicomté, avant d'être créé comte de Mayo en 1785. Depuis le titre s'est transmit sans interruption jusqu'à Charles Bourke, 11e comte de Mayo (anglais: Earl of Mayo).

## Seigneurs de Mayo/ Mac William Íochtar
1. 1332-1375 : Edmund Albanach de Burgh († 1375) ;
2. 1375-1402 : Thomas mac Edmund Albanach († 1402), son fils ;
3. 1402-1440 : Walter Bourke († 1440), son fils ;
4. 1440-1458 : Edmund II na Féasóige Bourke († 1458), son frère ;
5. 1458-1460 : Thomas II Óg Bourke († 1460), son frère ;
6. 1460-1469 : Risdeárd mac Thomas Bourke († 1473), son frère abdique ;
7. 1469-1473 : Ricard  Ó Cuairsge Bourke († 1479), fils de Edmond II, abdique ;
8. 1473-1503 : Theobald Bourke († 1503), fils de Walter ;
9. 1503-1509 : Ricard III Bourke , frère du précédent ;
10. 1509-1514 : Edmund III Bourke († 1514), son fils ;
11. 1514-1520 : Meiler Bourke († 1520) ;
12. 1520-1527 : Edmund IV Bourke († 1527), fils ainé d'Uilleag fils d'Edmund II na Féasoige ;
13. 1527-? :  : Seaán an Tearmainn Bourke (John) Bourke, fils de Richard III;
14. 1534-1537 : Theobald mac Uilleag  Bourke († 1537 , fils d'Uilleag fils d'Edmund II na Féasoige ;
15. 1537-?    : David Bourke, fils d'Edmund IV ;
16. ?-1571    : Richard IV Bourke, fils de Seaán (John) († 1571) ;
17. 1571-1580 : Seaán mac Oliver Bourke († 1580), fils de Oliver fils de Seaan fils de Richard III ;
18. 1580-1582 : Richard V Bourke (Risdeard an Iarainn) fils de David († 1585) ;
19. 1582-1586 : Richard VI Bourke, frère de John II ;
20. 1586-1593 : William An tAb Caoch Bourke frère de Richard IV (Risdeard an Iarainn) ;
21. 1593-1602 : Tibbot MacWalter Kittagh Bourke, fils de Walter Ciotach de Belleek († 1590) fils de John II ;
22. 1601-1602 : Risdeárd mac Deamhain an Chorráin Bourke ou Richard VII Bourke descendant de Risdeard frère de Théobald II ;
23. 1606-1627 : Theobald IV Bourke (Teáboid na long) fils de Richard V (Risdeard an Iarainn) (1583-1629).

## Vicomtes de Mayo
1. 1627-1629 : Theobald IV Bourke (1583-1629), fils de Richard V (Risdeard an Iarainn) († 1585) ;
2. 1629-1649 : Miles Bourke († 1649), son fils ;
3. 1649-1652 : Theobald V Bourke († 1652), son fils ;
4. 1652-1676 : Theobald VI Bourke († 1676), son fils ;
5. 1676-1681 : Miles II Bourke († 1681), frère du précédent ;
6. 1681-1731 : Theobald VII Bourke († 1731), son fils ;
7. 1731-1741 : Theobald VIII Bourke († 1741), son fils ainé ;
8. 1741-1781 : John III Bourke († 1781), frère du précédent.

## Comtes de Mayo
1. 1785-1790 : John Bourke († 1790), descendant de Walter Bourke († 1440) ;
2. 1790-1792 : John Bourke († 1792), son fils ;
3. 1792-1794 : Joseph Deane Bourke († 1794), frère du précédent ;
4. 1794-1849 : John Bourke († 1849), son fils ;
5. 1849-1867 : Robert Bourke († 1867), neveu du précédent, fils de Richard († 1832) ;
6. 1867-1872 : Richard Bourke († 1872), vice-roi des Indes ;
7. 1872-1927 : Dermot Robert Bourke († 1927), son fils ;
8. 1927-1939 : Walter Bourke († 1939) ;
9. 1939-1962 : Ulick Bourke († 1962) ;
10. 1962-2006 : Terence Bourke († 2006) ;
11. depuis 2006 : Charles Bourke.

L'héritier apparent est Richard Bourke, qui est connu sous le titre de lord Naas.